# Сент-Джордж (футбольний клуб)
Сент-Джордж (амх. ቅዱስ ጊዮርጊስ ስፖርት ክለብ, англ. Kidus Giorgis Sport Club) — ефіопський футбольний клуб, що базується в Аддіс-Абебі. Входить до Ефіопської футбольної федерації і грає у вищому дивізіоні ефіопського футболу — ефіопській Прем'єр-Лізі. Заснований 1935 року, клуб був символом ефіопської нації і опору під час окупації країни фашистською Італією.

## Історія

### Створення
Клуб створений 1935 року в аддісабебському районі Арада. Після вторгнення фашистської Італії в Ефіопію клуб став символом Ефіопського національного супротиву. Патріотична боротьба 1930-х років залишила потужний слід в історії клубу і району Арада.
Оскільки через ряд обмежень на місцевих полях, які наклала італійська окупаційна поліція, було важко грати у футбол, тому клуб був змушений постійно переїжджати з місця на місце.
Організовувалися матчі проти інших місцевих команд або клубів етнічних спільнот, зокрема вірменської громади Аддіс-Абеби. Проте, оскільки клуб був малочисельним за кількістю гравців, перед іграми йому доводилося вербувати легіонерів. Скажімо, Юднекатчев Тессема був знайдений на вулицях Аддіс і на один матч запрошений приєднатися до команди. Після того, як він погодився приєднатися до них, завдяки двом голам Юднекатчева команда «Сент-Джордж» змогла обіграти збірну Вірменії 2:0.
Перші клубні майки були із недорогих тканин коричнево-білих кольорів. Один із засновників клубу, Джордж Дука, щоб підтримати клуб використовував гроші батьків. Інші джерела утримання клубу: члени клубу та їх прихильники ходили від дверей до дверей, співаючи традиційні пісні, наприклад, «Хойя Хойї». Переважно нагородою за їх спів був хліб, а не гроші, але вони були в змозі зібрати цей хліб в мішки, щоб продати його в селах і заробити гроші. Після того, як клуб був в змозі знайти деякі кошти, він перебрався в трикотаж жовто-червоних кольорів, що символізувало їх єдність з кольорами ефіопського прапору. Нову форму доводилося приховувати під одягом через тиск з боку італійської окупаційної поліції.
Після покупки трикотажу, клуб купив і добрий харч для гравців. Після матчів і тренувань членів і гравців клубу годували хлібом і чаєм.

### Підключення до руху Опору
Італійська окупація вплинула на долю клубу. Коли італійські зусилля щодо знищення клубу не спрацювали, вони примусили клуб змінити назву і грати матчі проти проіталійського клубу «6 кіло». Цей клуб був спеціально створений італійцями, щоб ослабити і деморалізувати клуб «Сент-Джордж». Конкурентів спонсорував сусідній завод «Cugnac Alovo», який робив більше грошей і поставок, ніж отримував «Сент-Джордж». «Сент-Джордж» неодноразово зазнавав поразки, проте ці матчі майже завжди закінчувалися побиттям італійською поліцією.
Украй важливою для клубу та його членів була партизанська війна проти окупантів. Знаючи це, італійці намагаються використовувати клуб як пропагандистський інструмент для своєї власної адміністрації для того, щоб заплутати і заманити партизанів. Італійці надсилали повідомлення лідерам опору з пропозицією «прийти і побачити людей миру» на футбольному матчі.
Почувши це партизани взяли в заручники італійського генерала. Будучи попереджений заздалегідь, «Сент-Джордж» був обраний, щоб грати проти «6 кіло». Під час матчу зустріч швидко перетворилася на фізичну бійку з глядачами, оскільки гра супроводжували крики і свист, щоб заохотити боротьбу, а не змагання. Тоді гра була перервана і план італійців зірвався.
1941 року Ефіопія була звільнена від Італії, та повернувся імператор Ефіопії Хайле Селассіє. Він був з прихильниками клубу і співав гімн «Ефіопія Хой-де Єбелеш» (радій Ефіопіє). Цей гімн був написаний прихильником клубу Yoftahe Nigussie і справила капітан Nalbadin.

### Ефіопська Футбольна Ліга
Перша офіційно визнана версія Ефіопської футбольної ліги була заснована у 1944 році. За титул спочатку боролися п'ять команд, що представляли різні громади з Аддіс-Абеби в тому числі «Сент-Джордж» (Ефіопії), «Фортітудо» (італійська), «Арарат» (вірменська), «Олімпіакос» (грецька) і британської військової місії в Ефіопії (BMME). Переможцем стала BMME. 1947 року в країні офіційно почала діяти національна Ліга у складі трьох команд: «Сент-Джордж», «Мечела», «Кеay» «Бахір». Клуб залишався в лізі протягом двадцяти п'яти років до реорганізації футбольних ліг комуністами, коли всі існуючі клуби закрили. 1972 року клуб перейменовано в «Аддіс-Абебу». 1991 року після падіння комуністичного режиму клуб відновив своє ім'я.
«Сент-Джордж» користується деяким домінуванням в іграх в кінці 1960-х, після чого Ліга пройшла через період відносного паритету в 1970-х і 1980-х років. Однак в епоху прем'єр-ліги жоден клуб був більш домінуючим, ніж у «Сент-Джордж», накопичуючи значний перелік 14 титулів з початку ери в 1997-98 сезоні. З 2017 року, клуб має разом 29 вищих дивізіонних титули, які на сьогоднішній день є найбільшою колекцією Ефіопського футболу.

## Фанати
«Сент-Джордж» є одинією з найбільш популярних команд ефіопського футболу. Спів клубного гімну і розмахування жовто-помаранчевими картатими прапорами фанатами «Сент-Джорджа» забезпечують святкову атмосферу футболу Ефіопії.
Ультраси клубу, як відомо, беруть участь у хуліганстві, що дуже поширено явище в Ефіопському футболі. Зіткнення з конкуруючими групами підтримки є загальними, особливо в дербі матчах, таких як «Шеґер Дербі».

## Академія
У 2017 році, Сент-Джордж закінчив будівництво спортивної Академії Віднекагев Тессема, клубу першої юнацької академії, в місті Дебре-Зейт (Дебре-Зейте). Академія імені Віднекагева Тессема, гравця Сент-Джордж і Ефіопської збірної, який здобув популярність в африканському футболі як каф президент (1972—1987). Академія, побудована на суму понад 60 млн. ЭТБ, належить 24000 гектарів землі і, як очікується, прийме одночасово понад 100 молодих гравців. Ресурси Академії включають в себе: два футбольних поля, кав'ярня, конференц-центр, ігрова кімната, гардеробні кімнати, сучасний медичний центр, тренажерний зал, і гуртожитки.

## Бази
Свої домашні матчі в Аддіс-Абебі «Сент-Джордж» грає  на стадіоні Юднекашева Тессема. Він є найбільшим стадіоном у регіоні, що відповідає міжнародним стандартом.
Починаючи з 1999 року змінилися власники «Сент-Джорджу». У листопаді 2007 року клуб закінчив збір коштів і розпочав будівництво нового стадіону. Бюджет на 312 млн. Бір, 80 % витрат буде покритий Шейхом Мухаммедом Аль-Амудом, а залишки - клубом фанатів.

## Досягнення
- Ефіопський Прем'єр-Ліги: 31

1950, 1966, 1967, 1968, 1971, 1975, 1985, 1986, 1987, 1990, 1991, 1992, 1994, 1995, 1996, 1999, 2000, 2002, 2003, 2005, 2006, 2008, 2009, 2010, 2012, 2014, 2015, 2016, 2017, 2022, 2023
- Ефіоп Чашки: 12

1952, 1953, 1957, 1973, 1974, 1975, 1977, 1993, 1999, 2009, 2011, 2016
- Ефіоп Суперкубок: 16

1985, 1986, 1987,1994, 1995, 1996, 1999, 2001, 2002, 2003, 2005, 2006, 2009, 2010, 2015, 2017
Регіональний
- Аддіс-Абеба Місто Кубок: 5

2017 2009, 2010, 2011, 2013,

## Виступ в змаганнях каф
- Ліга Чемпіонів Каф: 9 матчів

- Африканський Кубок клубів чемпіонів: 10 матчів

- Кубок Конфедерації каф: 1 зовнішній вигляд

2012 — Перший Раунд
- Каф Кубок: 1 зовнішній вигляд

2002 — Другий Тур
- Каф Кубок володарів Кубків: 3 матчі

1975 — Перший Раунд
1978 — Попередній Раунд
1994 — У Другому Турі